# بيرت بيلي (سياسي)
بيرت بيلي (بالإنجليزية: Albert Bailey)‏ هو سياسي أسترالي، ولد في 30 أبريل 1915، وتوفي في 17 يونيو 1999. حزبياً، نشط في حزب العمال الأسترالي. وقد انتخب عضو المجلس التشريعي الفيكتوري.